# Xylophion
Xylophion är ett släkte av steklar. Xylophion ingår i familjen brokparasitsteklar.
Kladogram enligt Catalogue of Life:
| Xylophion | \| \| Xylophion ketus \| \| \| \| \| \| Xylophion xylus \| \| \| \| |
|           | \| \| Xylophion ketus \| \| \| \| \| \| Xylophion xylus \| \| \| \| |
|           | Xylophion ketus                                                     |
|           |                                                                     |
|           | Xylophion xylus                                                     |
|           |                                                                     |